# Lukas Grahams diskografi
Den danske soul-popgruppe Lukas Grahams diskografi består af tre studiealbum og ti singler.

## Album
| År                                                               | Album                                | Højeste placering | Højeste placering | Højeste placering | Højeste placering | Højeste placering | Certificering                                             |
| År                                                               | Album                                | Danmark           | Norge             | Schweiz           | Sverige           | Tyskland          | Certificering                                             |
| ---------------------------------------------------------------- | ------------------------------------ | ----------------- | ----------------- | ----------------- | ----------------- | ----------------- | --------------------------------------------------------- |
| 2012                                                             | Lukas Graham (International Version) | 1                 | —                 | —                 | —                 | 41                | - 6× Platin (Danmark)                                     |
| 2015                                                             | Lukas Graham (Blue Album)            | 1                 | 15                | 72                | 3                 | 28                | - 9× Platin - Platin (Sverige) - Platin (UK) - Guld (USA) |
| 2018                                                             | 3 (The Purple Album)                 | —                 | —                 | —                 | —                 | —                 |                                                           |
| "—" markerer en udgivelse der ikke opnåede en hitlisteplacering. |                                      |                   |                   |                   |                   |                   |                                                           |

## Singler
| År                                                               | Titel                                        | Højeste placering | Højeste placering | Højeste placering | Højeste placering | Højeste placering | Højeste placering | Højeste placering | Højeste placering | Højeste placering | Højeste placering | Højeste placering | Højeste placering | Certificering                                                                                           | Album                     |
| År                                                               | Titel                                        | DK (Download)     | DK (Streaming)    | DK (Airplay)      | FIN               | NO                | CH                | SWE               | GER               | AUT               | NL                | UK                | US                | Certificering                                                                                           | Album                     |
| ---------------------------------------------------------------- | -------------------------------------------- | ----------------- | ----------------- | ----------------- | ----------------- | ----------------- | ----------------- | ----------------- | ----------------- | ----------------- | ----------------- | ----------------- | ----------------- | --- | ------------------------- |
| 2011                                                             | "Ordinary Things"                            | 2                 | 1                 | 4                 | —                 | —                 | —                 | —                 | —                 | —                 | —                 | —                 | —                 | - Danmark: 3× Platin                                                                                    | Lukas Graham              |
| 2012                                                             | "Drunk in the Morning"                       | 1                 | 2                 | 1                 | —                 | —                 | —                 | —                 | 30                | 42                | —                 | —                 | —                 | - Danmark: 3× Platin                                                                                    | Lukas Graham              |
| 2012                                                             | "Criminal Mind"                              | 4                 | 5                 | —                 | —                 | —                 | —                 | —                 | —                 | —                 | —                 | —                 | —                 | - Danmark: 2× Platin                                                                                    | Lukas Graham              |
| 2012                                                             | "Better Than Yourself (Criminal Mind Pt. 2)" | 1                 | 1                 | 14                | —                 | —                 | —                 | —                 | —                 | —                 | —                 | —                 | —                 | - Danmark: 3× Platin                                                                                    | Lukas Graham              |
| 2013                                                             | "Don't Hurt Me This Way"                     | —                 | 13                | —                 | —                 | —                 | —                 | —                 | —                 | —                 | —                 | —                 | —                 | - Danmark: Platin                                                                                       | Lukas Graham              |
| 2014                                                             | "Mama Said"                                  | 1                 | 1                 | 1                 | —                 | 3                 | —                 | 13                | —                 | —                 | —                 | 93                | —                 | - Danmark: 2× Platin - UK: Sølv - USA: Guld                                                             | Lukas Graham (Blue Album) |
| 2015                                                             | "Strip No More"                              | 1                 | 1                 | 3                 | —                 | —                 | —                 | —                 | —                 | —                 | —                 | —                 | —                 | - Danmark: 2× Platin                                                                                    | Lukas Graham (Blue Album) |
| 2015                                                             | "7 Years"                                    | 1                 | 1                 | 2                 | 5                 | 4                 | 6                 | 1                 | 3                 | 1                 | 1                 | 1                 | 2                 | - DEN: 4× Platin - USA: 4× Platin - ARIA: 5x Platin - RMNZ: 3x Platin - GLF: 3× Platin - BPI: 2x Platin | Lukas Graham (Blue Album) |
| 2016                                                             | "You're Not There"                           | 25                | 25                | —                 | —                 | —                 | —                 | —                 | —                 | —                 | —                 | —                 | —                 | - Danmark: Platin                                                                                       | Lukas Graham (Blue Album) |
| 2016                                                             | "Take The World By Storm"                    | 10                | 10                | —                 | —                 | —                 | —                 | —                 | —                 | —                 | —                 | —                 | —                 | - Danmark: Platin                                                                                       | Lukas Graham (Blue Album) |
| 2017                                                             | "Off to See the World"                       | 9                 | 9                 | 1                 | —                 | —                 | —                 | —                 | —                 | —                 | —                 | —                 | —                 | - Danmark: Guld                                                                                         | My Little Pony: The Movie |
| 2018                                                             | "Love Someone"                               | 1                 | 1                 | 4                 | —                 | —                 | —                 | 32                | —                 | —                 | —                 | —                 | —                 | | 3 (Purple Album)          |
| "—" markerer en udgivelse der ikke opnåede en hitlisteplacering. |                                              |                   |                   |                   |                   |                   |                   |                   |                   |                   |                   |                   |                   | |                           |

### Featured artist
| 2014                                                             | "Happy Home" (Hedegaard featuring Lukas Graham)           | 1 | 4  | 40 | Ikke-album singler |
| 2015                                                             | "Søndagsbarn" (Suspekt featuring Lukas Graham)            | 3 | —  | —  | Ikke-album singler |
| 2016                                                             | "Golden" (Brandon Beal featuring Lukas Graham)            | 1 | 39 | 55 | Ikke-album singler |
| 2018                                                             | "Holder fast" (Hennedub featuring Gilli and Lukas Graham) | 1 | —  | —  | Ikke-album singler |
| "—" markerer en udgivelse der ikke opnåede en hitlisteplacering. |                                                           |   |    |    |                    |